# Наш дім Ізраїль
«Наш дім Ізраїль» (івр. ישראל ביתנו — Ісра́ель бе́йтену) — ізраїльська партія, яка користується підтримкою вихідців із колишнього СРСР. Заснована в січні 1999 року Авігдором Ліберманом, після виходу з партії «Лікуд». Вимагає позбавити громадянства всіх нелояльних громадян Ізраїлю. Після виборів 2009 року ввійшла в коаліцію з «Лікудом», голова партії Авігдор Ліберман дістав портфель міністра закордонних справ. Партія також отримала п'ять інших міністерських посад, зокрема міністерства внутрішньої безпеки, інфраструктури, туризму та інтеграції нових емігрантів.